# Park Narodowy Bjeshkët e Nemuna
Park Narodowy Bjeshkët e Nemuna (alb. Parku Kombëtar Bjeshkët e Nemuna) – park narodowy o powierzchni ok. 62,5 km² utworzony w 2012 roku, znajdujący się na obszarze Gór Północnoalbańskich (alb. Bjeshkët e Nemuna; serb. Проклетије, Prokletije) w zachodniej części Kosowa, przy granicy z Czarnogórą, Albanią oraz Serbią.

## Położenie
Park Narodowy Bjeshkët e Nemuna położony jest w zachodniej części Kosowa, w masywie Gór Północnoalbańskich, które rozciągają się pasem o długości ok. 50 km i szerokości ok. 26 km z południowego zachodu w kierunku północno-wschodnim. Od północy i północnego wschodu pasmo górskie opada w kierunku doliny rzeki Ibar. Park zajmuje obszar 62 488 ha, co stanowi 5,7% powierzchni Kosowa. Pod względem administracyjnym park narodowy znajduje się w granicach gmin Gjakova, Junik, Deçan, Peja oraz Istog, z czego ponad połowa jego całkowitej powierzchni przypada na gminę Peja.

## Charakterystyka

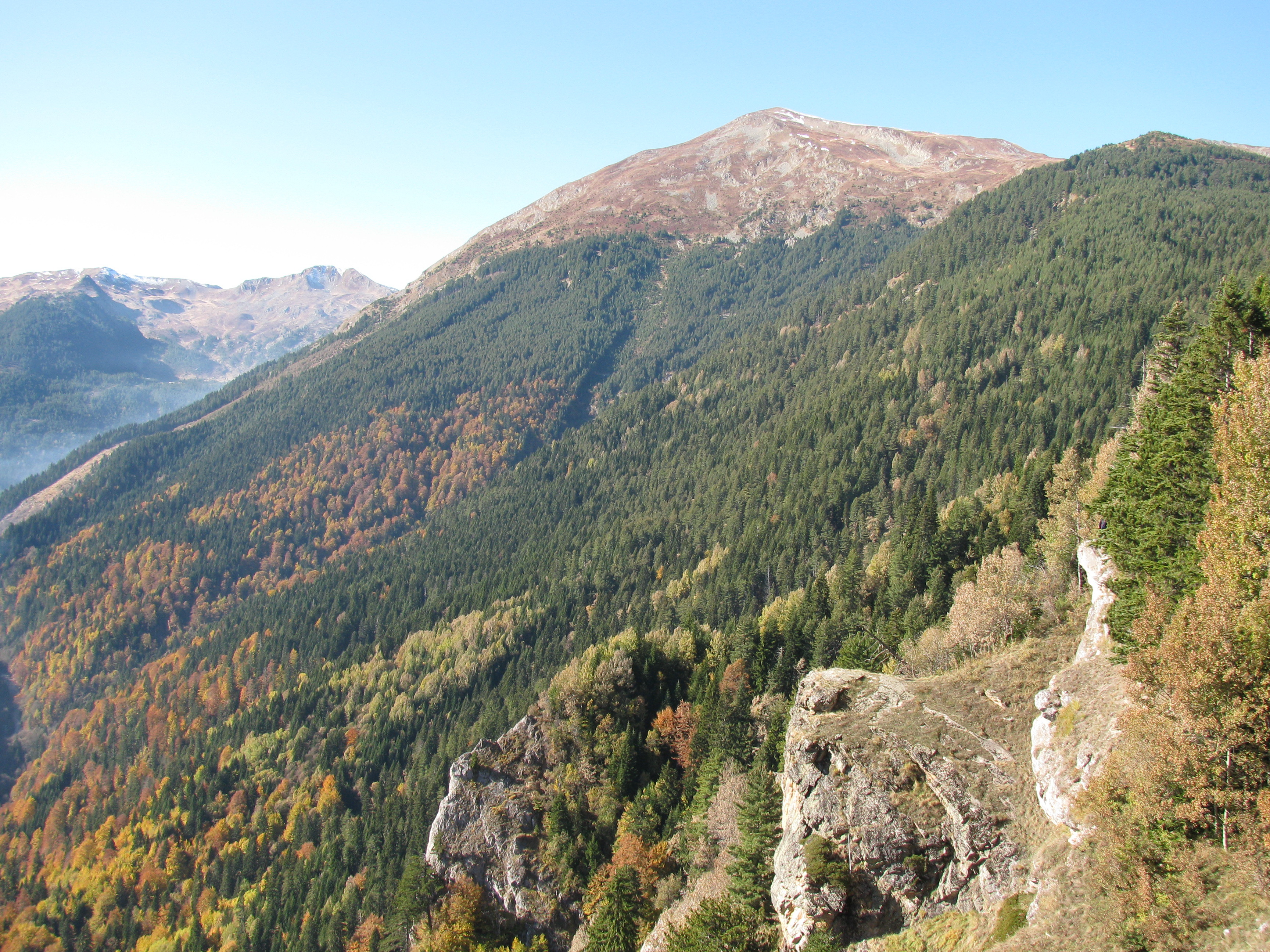
Krajobraz parku i szczyt Maja e Ropës (2011)

Pierwsze plany utworzenia na tym terenie parku narodowego sięgają lat 70. XX wieku, zaś w 2003 roku wykonano kompleksowe studium zasadności jego ustanowienia (dokument Studimi mbi arsyeshmërinë e shpalljes së territorit të Bjeshkëve të Nemuna Park Nacional). W grudniu 2012 roku Zgromadzenie Kosowa uchwaliło ustawę powołującą Park Narodowy Bjeshkët e Nemuna.
Góry Północnoalbańskie, zwane też Alpami Albańskimi, ze względu na swoje położenie, budowę geomorfologiczną, różnorodność krajobrazów oraz bogatą florę i faunę są jednym z najważniejszych masywów górskich na Bałkanach. Stanowią część Gór Dynarskich, a wchodzące w ich skład i położone w południowej oraz środkowej części parku narodowego szczyty osiągają wysokość ponad 2000 m n.p.m. Znajduje się tu m.in. Gjeravica (2656 m n.p.m.) uznawana za najwyższy szczyt Kosowa, a także Marjashi (2530 m n.p.m.), Guri i Kuq (2522 m n.p.m.), Maja e Ropës (2505 m n.p.m.), Koproniku (2460 m n.p.m.), Maja e Qenit (2406 m n.p.m.) i Hajla (2400 m n.p.m.). Strome zbocza gór sprawiają, że jest to jeden z najbardziej niedostępnych obszarów górskich w Europie. W wielu miejscach masyw przecinają głębokie doliny rzeczne tworzące przełomy, takie jak kanion rzeki Lumbardhi i Pejës (Kanion Rugova).
Klimat parku narodowego jest typowo górski, z chłodnym latem oraz mroźną i śnieżną zimą. Na terenach położonych niżej okresy letnie są ciepłe. Średnia roczna temperatura powietrza na tym obszarze wynosi 10,2 °C, dni z opadami jest co najmniej 130 w ciągu roku.
W ramach parku narodowego funkcjonują mniejsze obszary chronione: trzy rezerwaty florystyczne, rezerwat faunistyczny oraz pomniki przyrody – Kanion Rugova (alb. Kanioni i Rugovës) oraz Źródło Białego Drinu (alb. Burimi i Drinit të Bardhë) i Jaskinia Radacit (alb. Shpella e Radacit).

## Flora

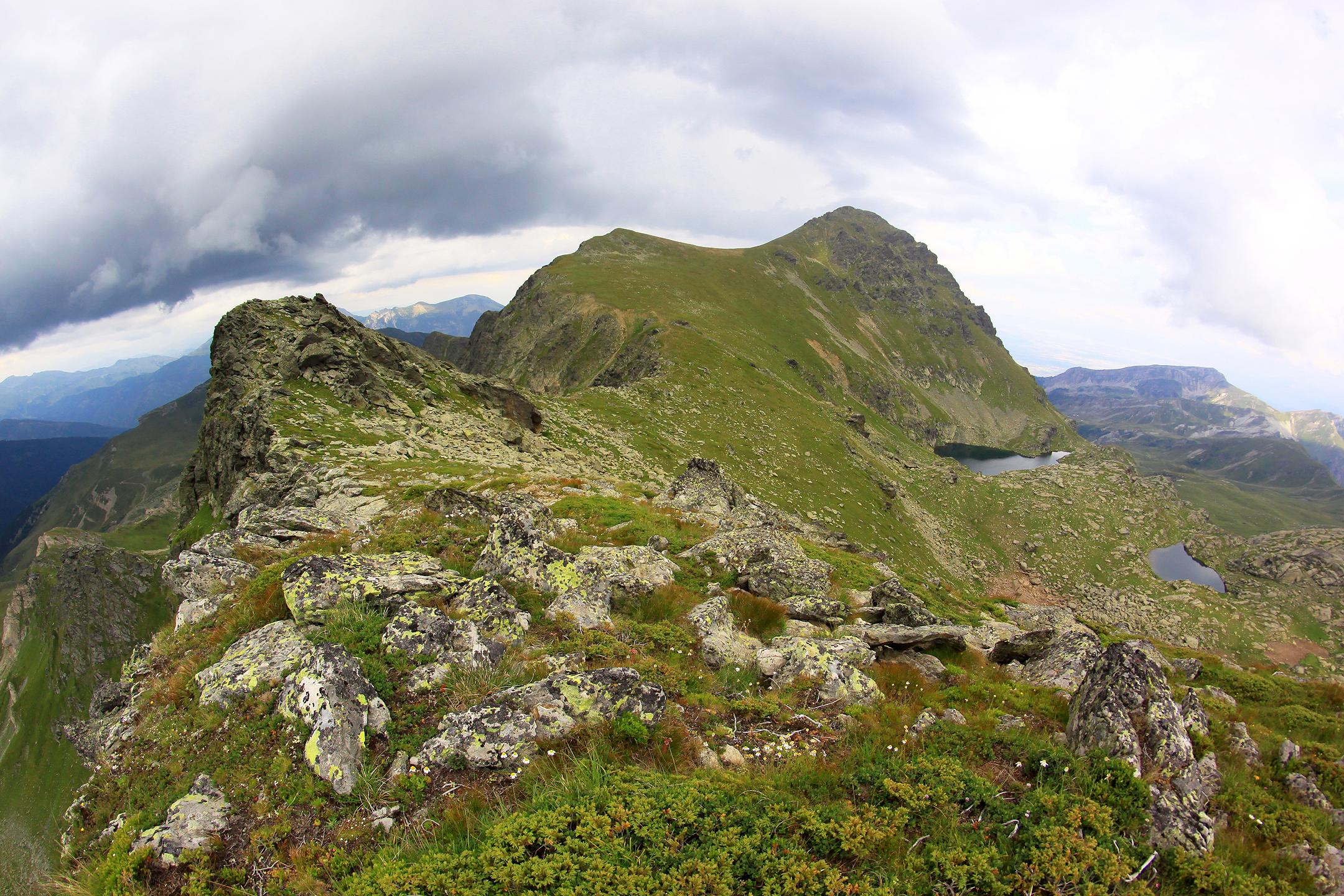
Szczyt Gjeravica (2011)

Na terenie Parku Narodowego Bjeshkët e Nemuna wykazano występowanie ponad tysiąca gatunków roślin. Wyraźnie zaznaczona jest piętrowość roślinności. Obszar parku na wysokości do 900 m n.p.m. porastają głównie lasy dębowe z dębem bezszypułkowym (Quercus petraea), węgierskim (Q. frainetto) i burgundzkim (Q. cerris) oraz lipą szerokolistną (Tilia platyphyllos). Na wysokości 900–1320 m n.p.m. rozciąga się regiel dolny porośnięty przez buczyny. Rośnie tu również klon jawor (Acer pseudoplatanus) oraz jesion mannowy (Fraxinus ornus). Wyżej znajduje się strefa lasów mieszanych, natomiast na wysokości 1750 m n.p.m. zaczynają wyraźnie dominować lasy iglaste jodłowe i świerkowe z domieszką endemicznej sosny rumelijskiej (Pinus peuce) i sosny bośniackiej (P. heldreichii). Wyżej występuje kosodrzewina (Pinus mugo) oraz porastające skały węglanowe łąki wysokogórskie (hale) z kosmatką olbrzymią (Luzula sylvatica), kozłkiem górskim (Valeriana montana), bodziszkiem leśnym (Geranium sylvaticum), goryczką trojeściową (Gentiana asclepiadea), niezapominajką leśną (Myosotis sylvatica) i kuklikiem bułgarskim (Geum bulgaricum). W górskiej strefie alpejskiej i subalpejskiej występują 33 gatunki roślin endemicznych oraz 6 subendemitów.

## Fauna

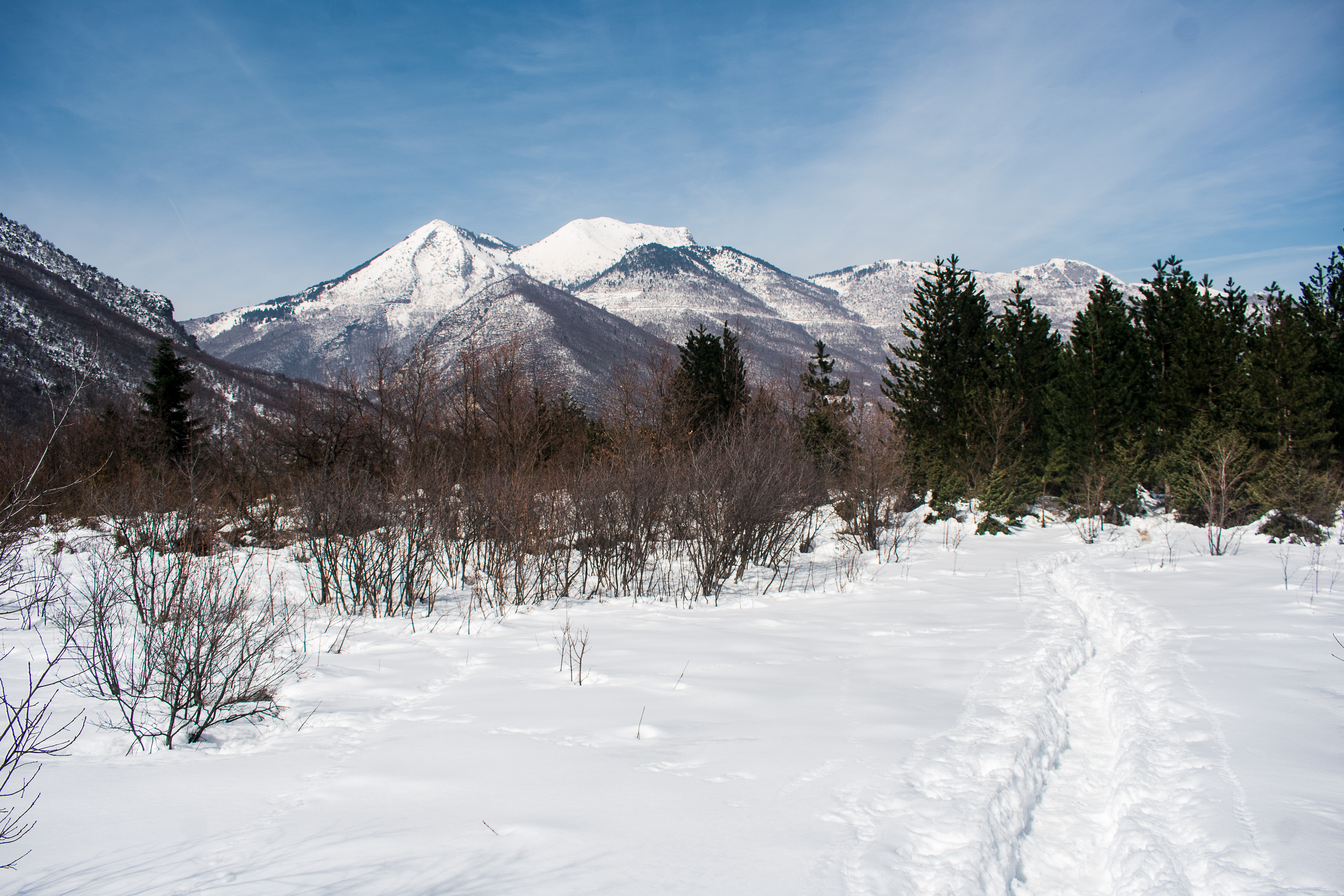
Krajobraz parku narodowego zimą (2022)

Fauna parku narodowego jest również bogata i różnorodna i obejmuje 8 gatunków ryb, 13 gatunków płazów, 10 gatunków gadów, co najmniej 148 gatunków ptaków, w tym m.in. orzeł cesarski (Aquilla heliaca), orzeł przedni (A. chrysaetos) i głuszec (Tetrao urogallus) oraz 37 gatunków ssaków. Występuje tu również 129 gatunków motyli.
Wartkie potoki na obszarze parku narodowego zamieszkują ryby z rodziny łososiowatych – pstrąg marmurkowy (Salmo marmoratus) i pstrąg potokowy (S. trutta m. fario). W dolnych biegach rzek dominują ryby z rodziny karpiowatych – brzana (Barbus barbus), karp (Cyprinus carpio) oraz kleń (Squalius cephalus), występuje tu również węgorz europejski (Anguilla vulgaris).
Płazy reprezentowane są m.in. przez salamandrę plamistą (Salamandra salamandra) i salamandrę czarną (S. atra), cztery gatunki traszek: traszkę zwyczajną (Triturus vulgaris), górską (T. alpestris), grzebieniastą (T. cristatus) i bladoskórą (T. carnifex) oraz płazy bezogonowe, takie jak żaba trawna (Rana temporaria), żaba strumieniowa (R. graeca), żaba dalmatyńska (R. dalmatina), żaba śmieszka (R. ridibunda), ropucha szara (Bufo bufo), kumak górski (Bombina variegata) i rzekotka drzewna (Hyla arborea).
Gadami żyjącymi na terenie parku są m.in. żółw błotny (Emys orbicularis), jaszczurka zielona (Lacerta viridis), murówka zwyczajna (Podarcis muralis), żmija nosoroga (Vipera ammodytes), zaskroniec zwyczajny (Natrix natrix) i zaskroniec rybołów (N. tessellata), wąż Eskulapa (Zamenis longissimus) oraz poważnie zagrożony wyginięciem na tym obszarze żółw grecki (Testudo hermanni).
Obszar parku narodowego wchodzi w skład dwóch ostoi ptaków IBA organizacji BirdLife International: Mokra Gora oraz Prokletije. Szacuje się, że może tu występować nawet 200 gatunków ptaków o znaczeniu międzynarodowym. Oprócz wspomnianych wcześniej, odnotowano tu również obecność m.in. dzięcioła trójpalczastego (Picoides tridactylus), góropatwy skalnej (Alectoris graeca) i jarząbka (Tetrastes bonasia), a także sóweczki (Glaucidium passerinum), włochatki (Aegolius funereus) oraz pustułeczki (Falco naumanni), dropa (Otis tarda) i derkacza (Crex crex).
Ssaki na obszarze parku reprezentuje m.in. ryś euroazjatycki (Lynx lynx), niedźwiedź brunatny (Ursus arctos), sarna europejska (Capreolus capreolus), kozica północna (Rupicapra rupicapra) oraz szakal złocisty (Canis aureus), żbik (Felis silvestris) i wilk (Canis lupus). Występują tu przedstawiciele łasicowatych: kuna leśna (Martes martes) i kuna domowa (M. foina) oraz tchórz (Mustela putorius) i łasica (M. nivalis). Ze względu na obecność jaskiń liczne są również różne gatunki nietoperzy.

## Galeria

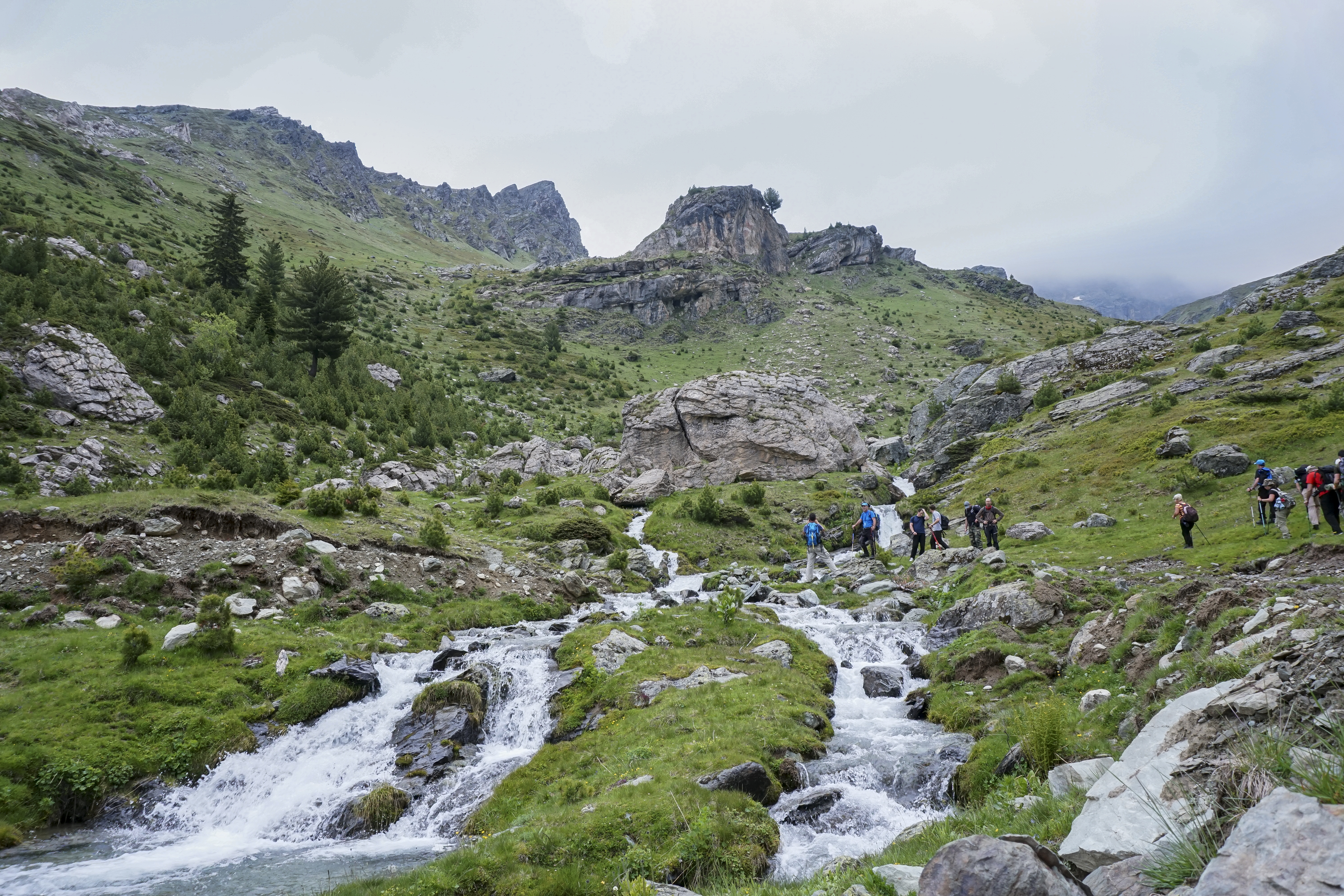
Krajobraz wysokogórski (2016)
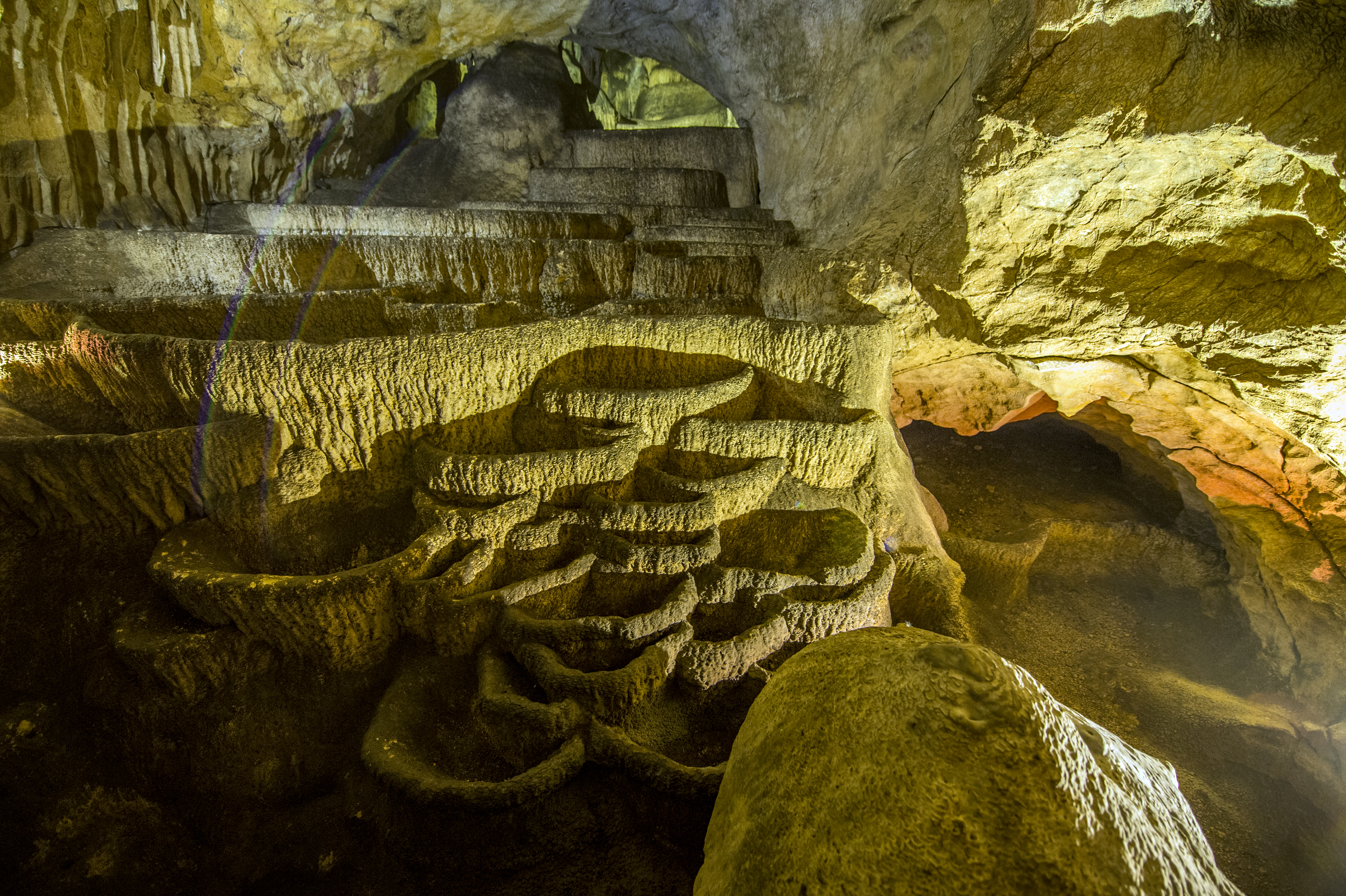
Jaskinia Radacit (2016)
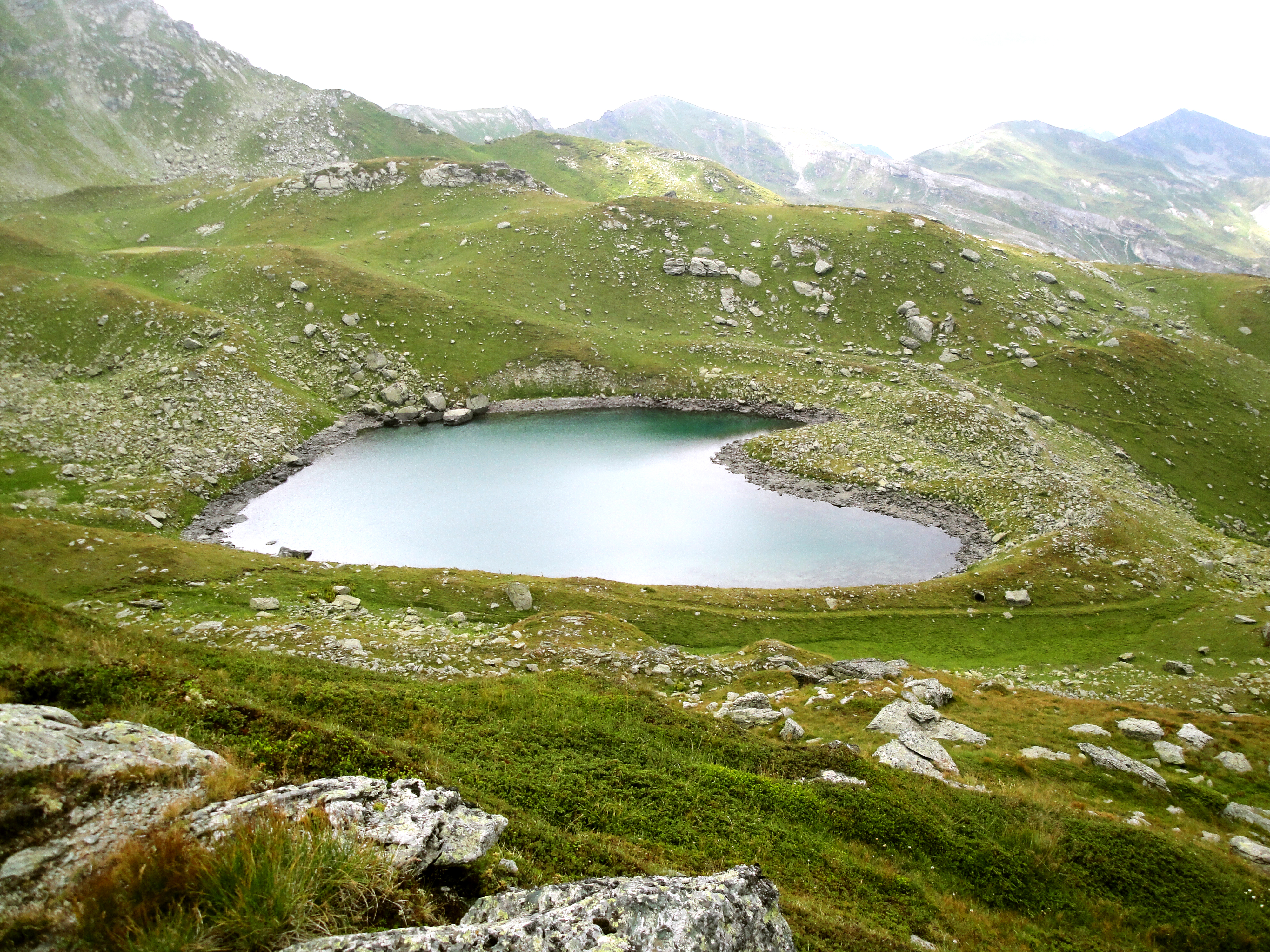
Jezioro Zemra(inne języki) (2010)
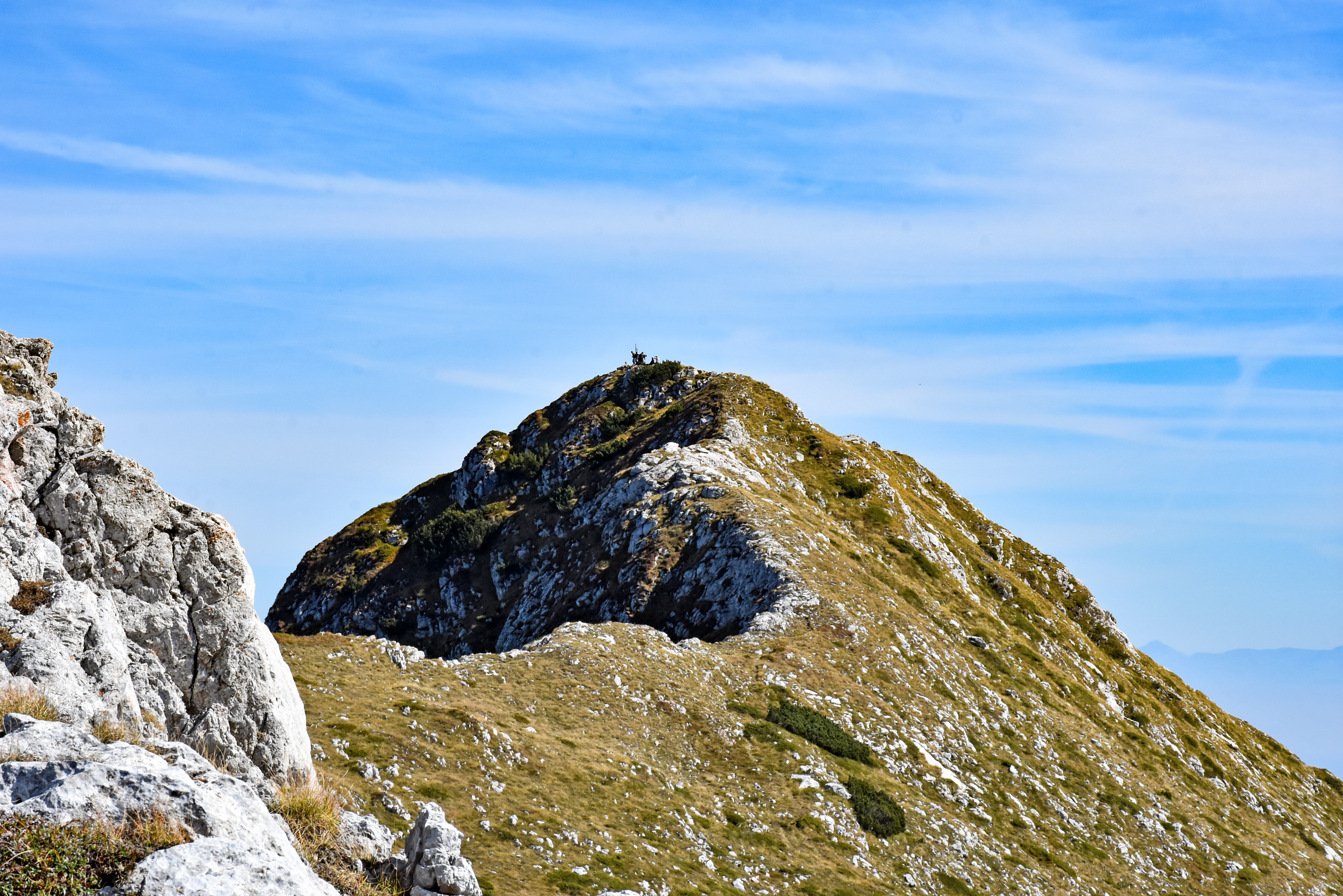
Szczyt góry Hajla (2021)
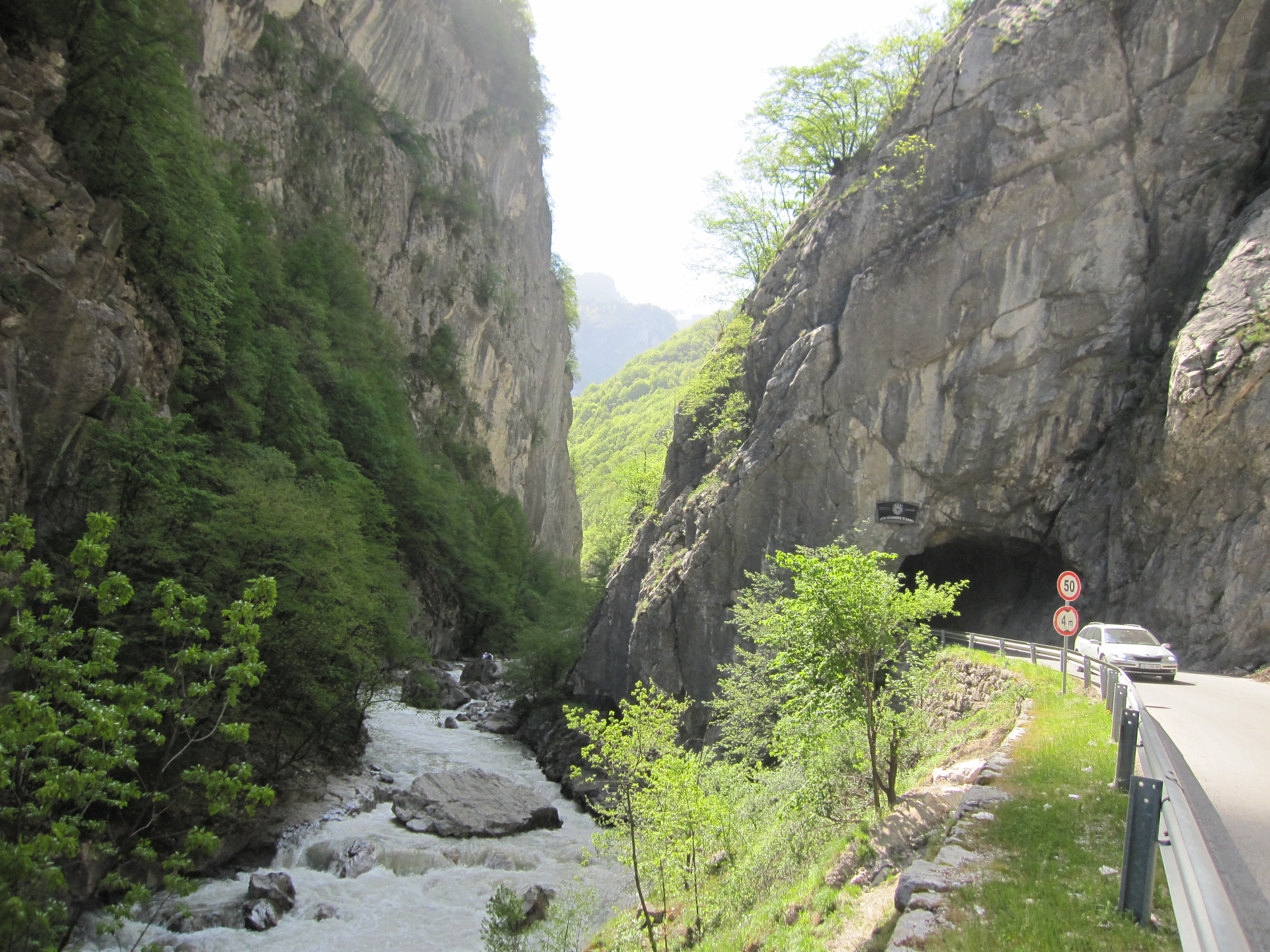
Wąwóz rzeki Lumbardhi i Pejës (2013)
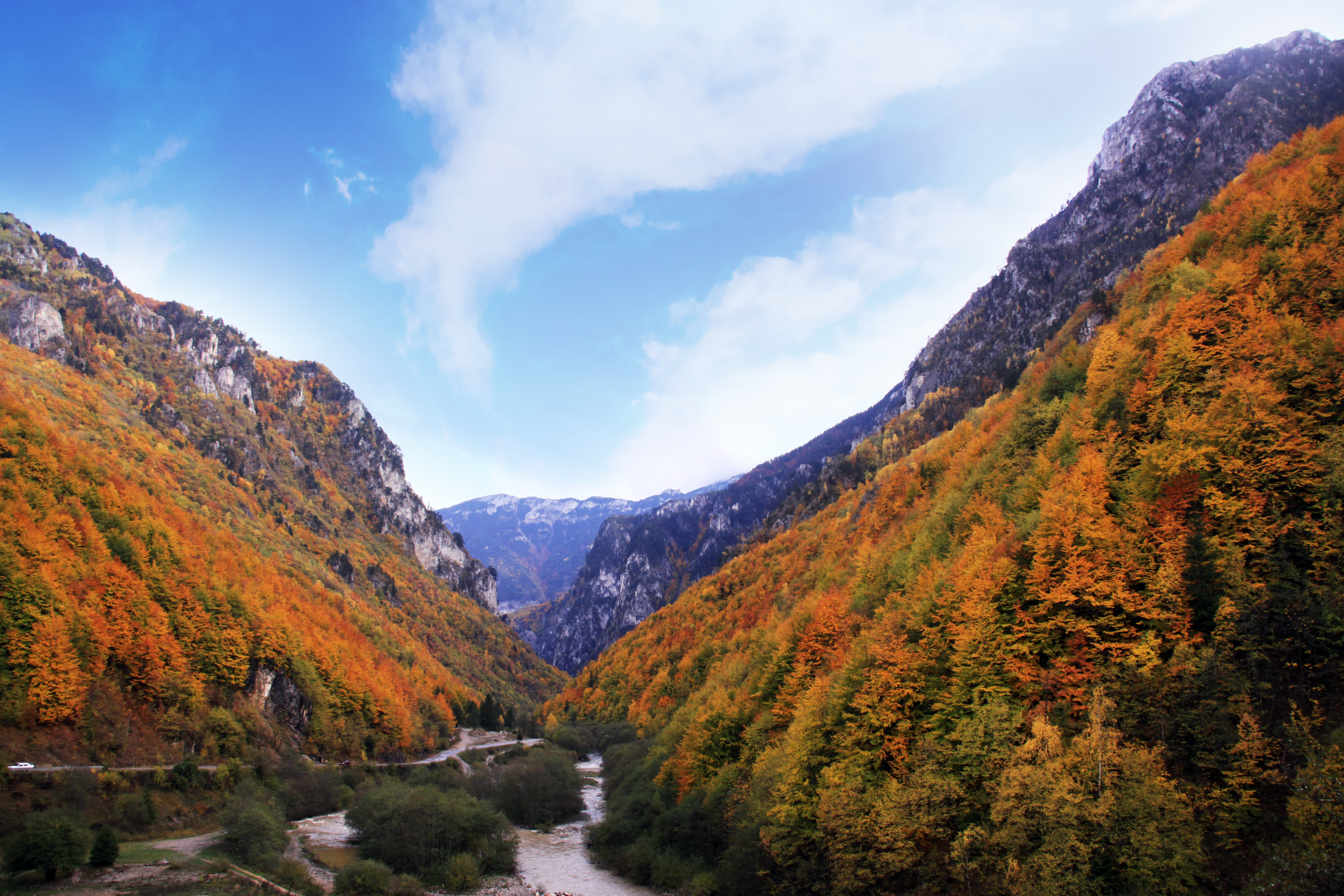
Kanion Rugova jesienią (2012)